# Bălțata
Bălțata (ucraniano: Белцата) es una comuna y pueblo de la República de Moldavia ubicada en el distrito de Criuleni.
En 2004 la comuna tiene una población de 1781 habitantes, de los cuales 1202 son étnicamente ucranianos y 460 moldavos-rumanos. La comuna comprende los siguientes pueblos:
- Bălţata (pueblo), 1312 habitantes;
- Bălţata de Sus, 68 habitantes;
- Sagaidac, 370 habitantes;
- Sagaidacul de Sus, 31 habitantes.

Se ubica unos 10 km al noreste de Chisináu, sobre la carretera M14.